# Provinciale weg 196
De provinciale weg 196, ook wel N196, loopt van Hoofddorp-De Hoek naar Aalsmeer. 
De N196 begint bij Hoofddorp-De Hoek als de Kruisweg en eindigt bij Aalsmeerderbrug.
Na de bouw van de N201 om Aalsmeer en Uithoorn in 2013 kreeg de oude route van de N201 tussen Hoofddorp, Aalsmeer en Uithoorn het nummer N196. Hierna is gestart met het afwaarderen en ombouwen van de N196. In 2016 is het weggedeelte van de N196 in Aalsmeer en Uithoorn overgedragen aan de desbetreffende gemeenten waardoor de N196 nog maar 2 kilometer lang is. In 2022 zijn alle ombouwwerkzaamheden afgerond waardoor er geen doorgaand verkeer meer mogelijk is door Aalsmeer via de oude N196.
De weg is tussen De Hoek en Schiphol-Rijk is uitgevoerd als gebiedsontsluitingsweg met deels 2x2 en deels 2x3 rijstroken. Dit weggedeelte is ook gecategoriseerd als autoweg, echter de maximumsnelheid is 80 km/h. Het laatste gedeelte tussen Schiphol-Rijk en Aalsmeerderbrug heeft 1 rijstrook richting Aalsmeer en 2 rijstroken richting Hoofddorp en heeft een maximumsnelheid van 50 km/h (ligt binnen de bebouwde kom van Schiphol-Rijk).

## Afbeeldingen

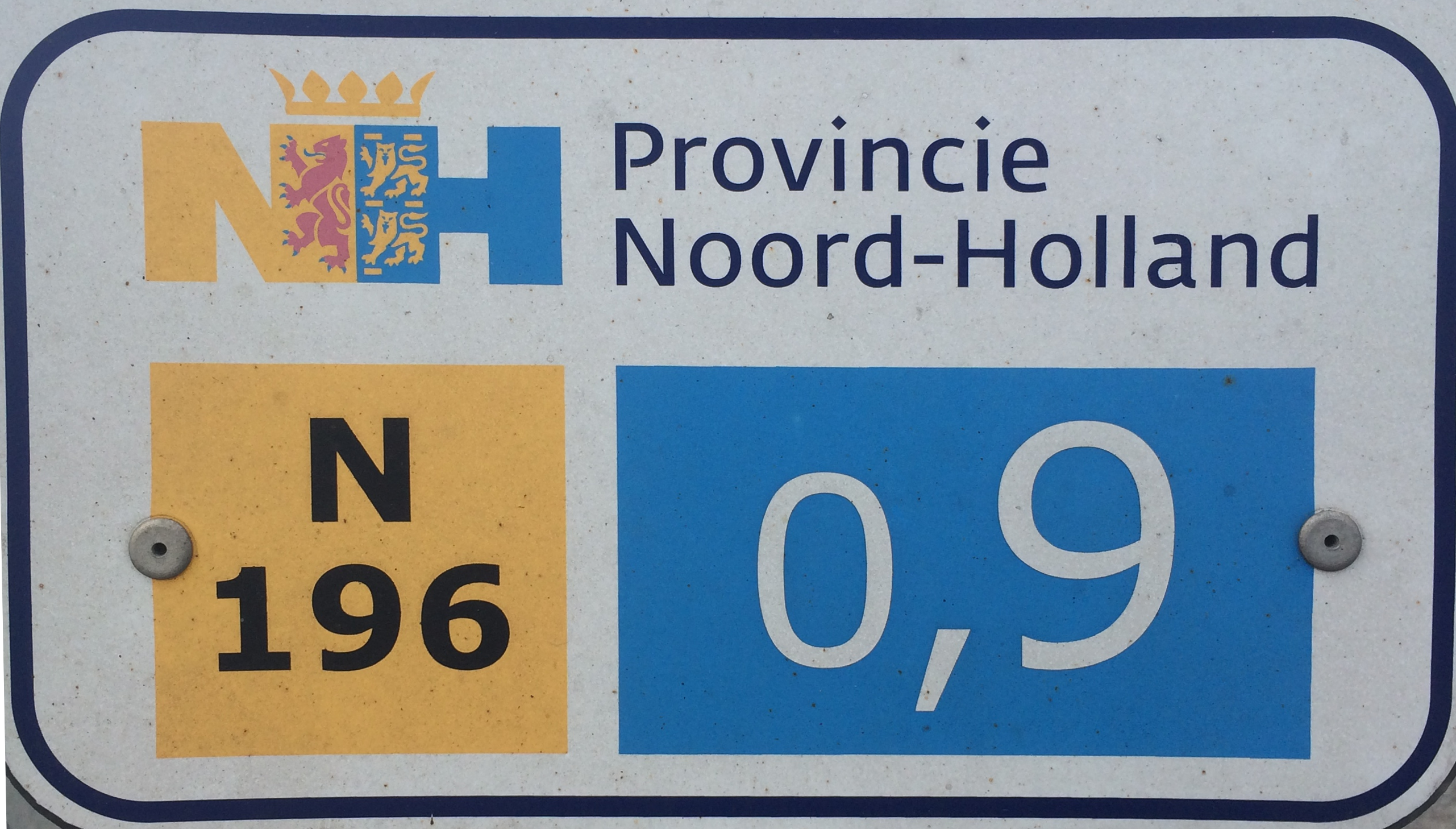
Hectometerpaal provinciale weg 196

N23 · N194 · N196 · N197 · N198 · N199 · N200 · N201 · N202 · N203 · N204 · N205 · N206 · N207 · N208 · N209 · N210 · N211 · N212 · N213 · N214 · N215 · N216 · N217 · N218 · N219 · N220 · N221 · N222 · N223 · N224 · N225 · N226 · N227 · N228 · N229 · N230 · N231 · N232 · N233 · N234 · N235 · N236 · N237 · N238 · N239 · N240 · N241 · N242 · N243 · N244 · N245 · N246 · N247 · N248 · N249 · N250 · N307

N401 · N402 · N403 · N404 · N405 · N406 · N407 · N408 · N409 · N410 · N411 · N412 · N413 · N414 · N415 · N416 · N417 · N418 · N419 · N420 · N421 · N439 · N440 · N441 · N442 · N443 · N444 · N445 · N446 · N447 · N448 · N449 · N450 · N451 · N452 · N453 · N454 · N455 · N456 · N457 · N458 · N459 · N460 · N461 · N462 · N463 · N464 · N465 · N466 · N467 · N468 · N469 · N470 · N471 · N472 · N473 · N474 · N475 · N476 · N477 · N478 · N479 · N480 · N481 · N482 · N483 · N484 · N487 · N488 · N489 · N490 · N491 · N492 · N493 · N494 · N495 · N496 · N497 · N498 · N501 · N502 · N503 · N504 · N505 · N505 (Andijk) · N506 · N507 · N508 · N509 · N510 · N511 · N512 · N513 · N514 · N515 · N516 · N517 · N518 · N519 · N520 · N521 · N522 · N523 · N524 · N525 · N526 · N527 · N806 · N830 · N848

Cursief vermelde wegen zijn voormalige Provinciale wegen